# Religion à Madagascar

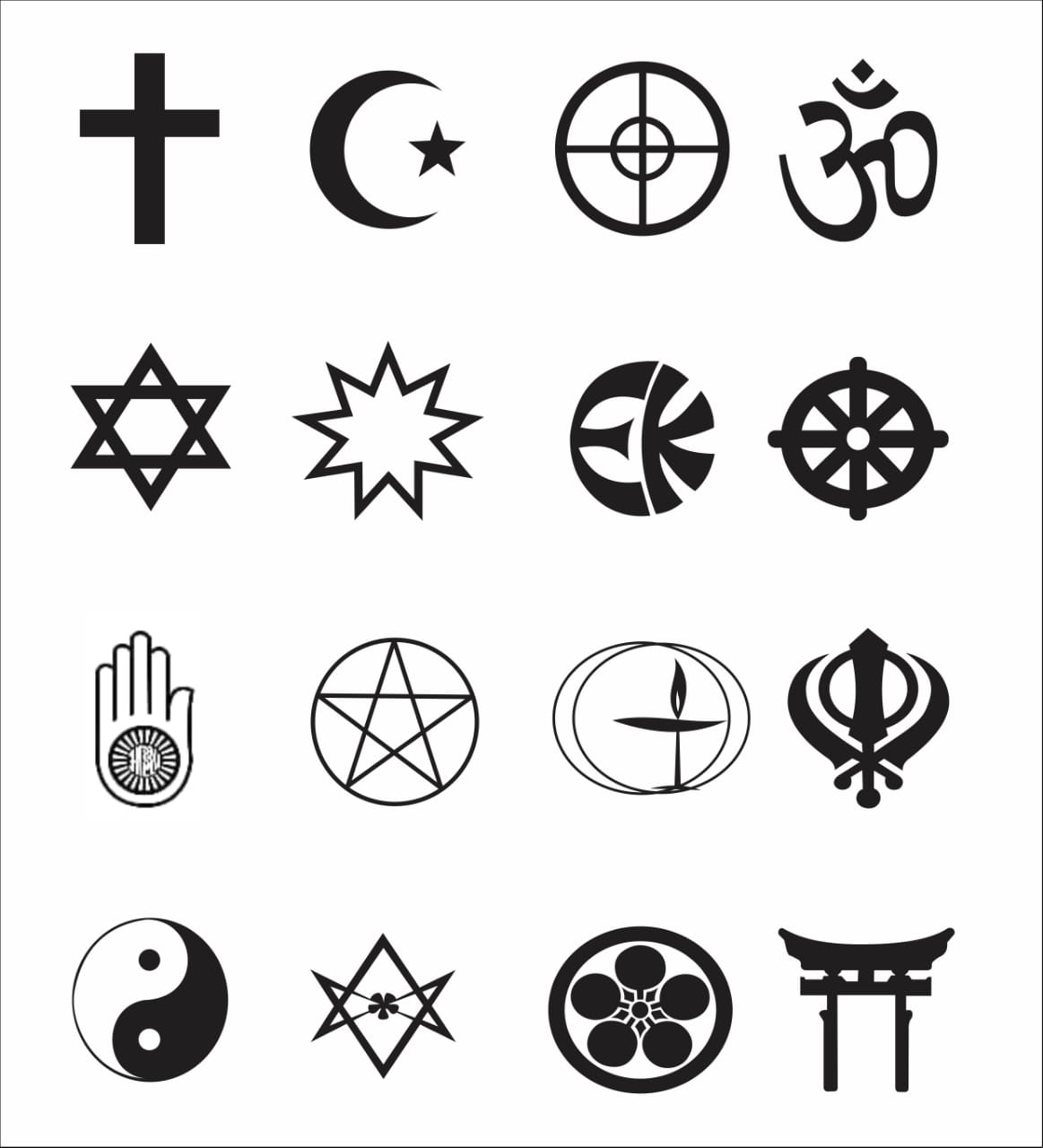
Symbole de seize religions communes.

Diverses religions coexistent à Madagascar, avec diverses modalités de syncrétisme. La religion traditionnelle est pratiquée par 52 % de la population, le christianisme 41 % (catholicisme et protestantisme), l'islam 10 à 15 %.

## Christianisme

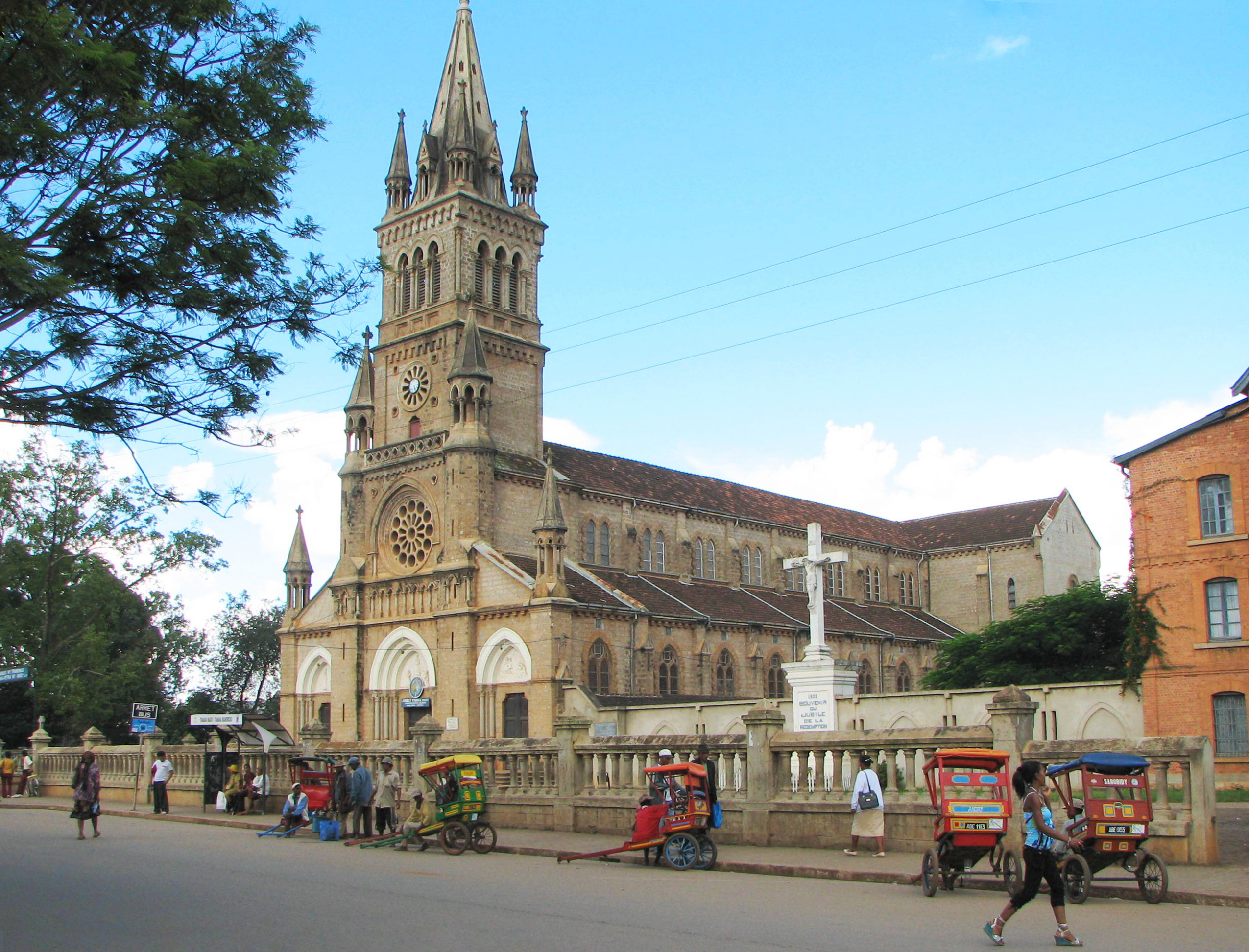
La cathédrale Notre-Dame-de-la-Salette d'Antsirabe.

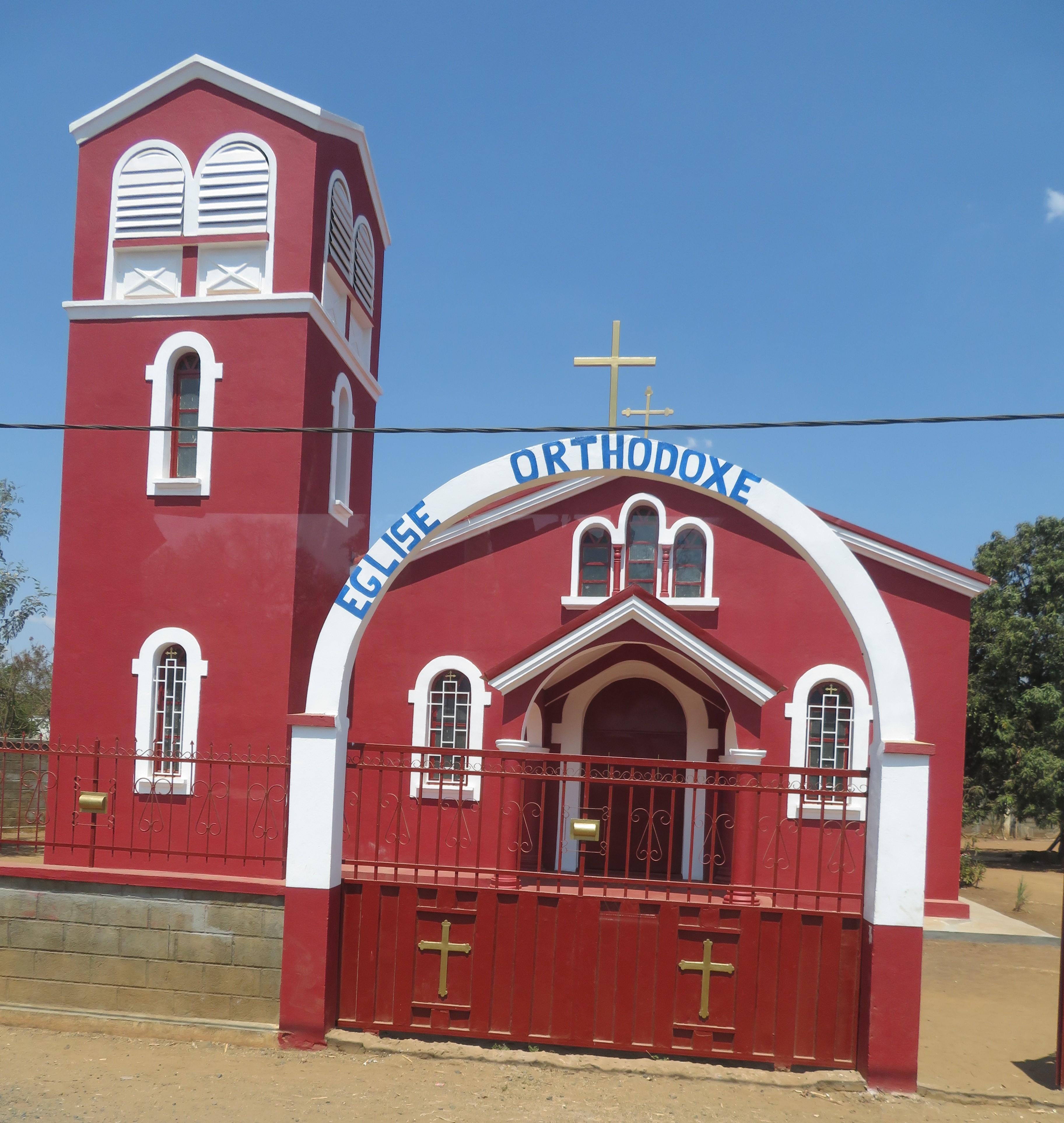
Église Orthodoxe à Mahaboboka.

Environ 41 % des Malgaches sont chrétiens, divisés presque également entre protestants et catholiques. Il y a aussi environ 20 000 chrétiens orthodoxes. L'Église orthodoxe locale dépend du Patriarcat d’Alexandrie qui a juridiction sur toute l'Afrique et Madagascar.
La première évangélisation de l'île est due à des missionnaires protestants gallois en 1820 (date d'arrivée des missionnaires David Jones et  envoyés par la London Missionary Society) largement concentrés dans les provinces du nord-ouest de Mahajanga et d'Antsiranana (Diego Suarez). Ils s'attelèrent tout d'abord à traduire la Bible en langue malgache et à publier celle-ci, co-créant pour l'occasion un alphabet latin pour la langue, avec le roi Radama Ier. Ils seront ensuite épaulés par de nombreux autres de la même mission.
La mission protestante norvégienne et la mission catholique française viennent les rejoindre à partir du milieu du XIXe siècle. Ces missionnaires entreprennent la construction d'églises et d'écoles.
Au début de 1835, la reine Ranavalona Ier persécute vigoureusement les premiers convertis au christianisme dans une tentative pour stopper l'influence culturelle et politique européenne sur l'île.
L’Église catholique à Madagascar a ses origines dans la mission jésuite de Madagascar en 1844. La première église est construite en 1857.
En 1869, la reine Ranavalona II se convertit au christianisme et encourage l'activité missionnaire chrétienne, brûlant les Sampy (idoles royales) dans une rupture symbolique avec les croyances traditionnelles.
L’Association des églises bibliques baptistes de Madagascar est fondée en 1963  . Selon un recensement de de l'association publié en 2016, elle aurait 327 églises et 8 902 membres .
Aujourd'hui, certains Malgaches pratiquent encore un syncrétisme qui consiste à combiner le christianisme avec leurs croyances religieuses traditionnelles visant à honorer les ancêtres. Ils peuvent, par exemple, inviter un ministre chrétien à consacrer une ré-inhumation famadihana.
Beaucoup d'Églises chrétiennes sont influentes en politique. Le meilleur exemple est le Conseil des Églises malgaches (FFKM) comprenant les quatre plus anciennes et les plus éminentes confessions chrétiennes :
- l'Église catholique romaine revendiquant 5 millions de membres ;

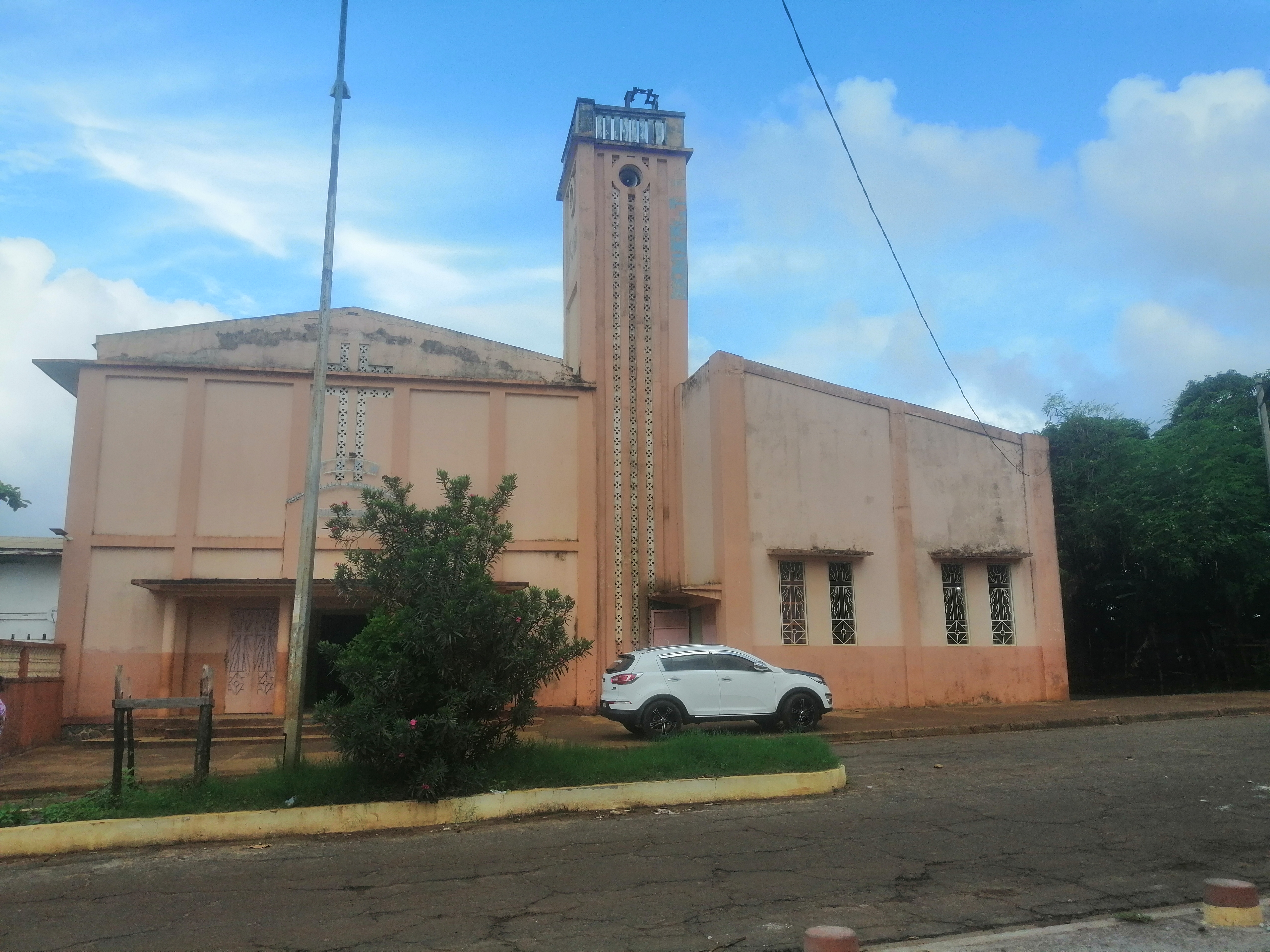
FJKM Tanambao Antsiranana

- FJKM Tanambao Antsiranana l'Église de Jésus-Christ à Madagascar (FJKM) revendiquant 5 millions de membres ;
- l'Église luthérienne malgache (FLM) revendiquant 3 millions de membres ;

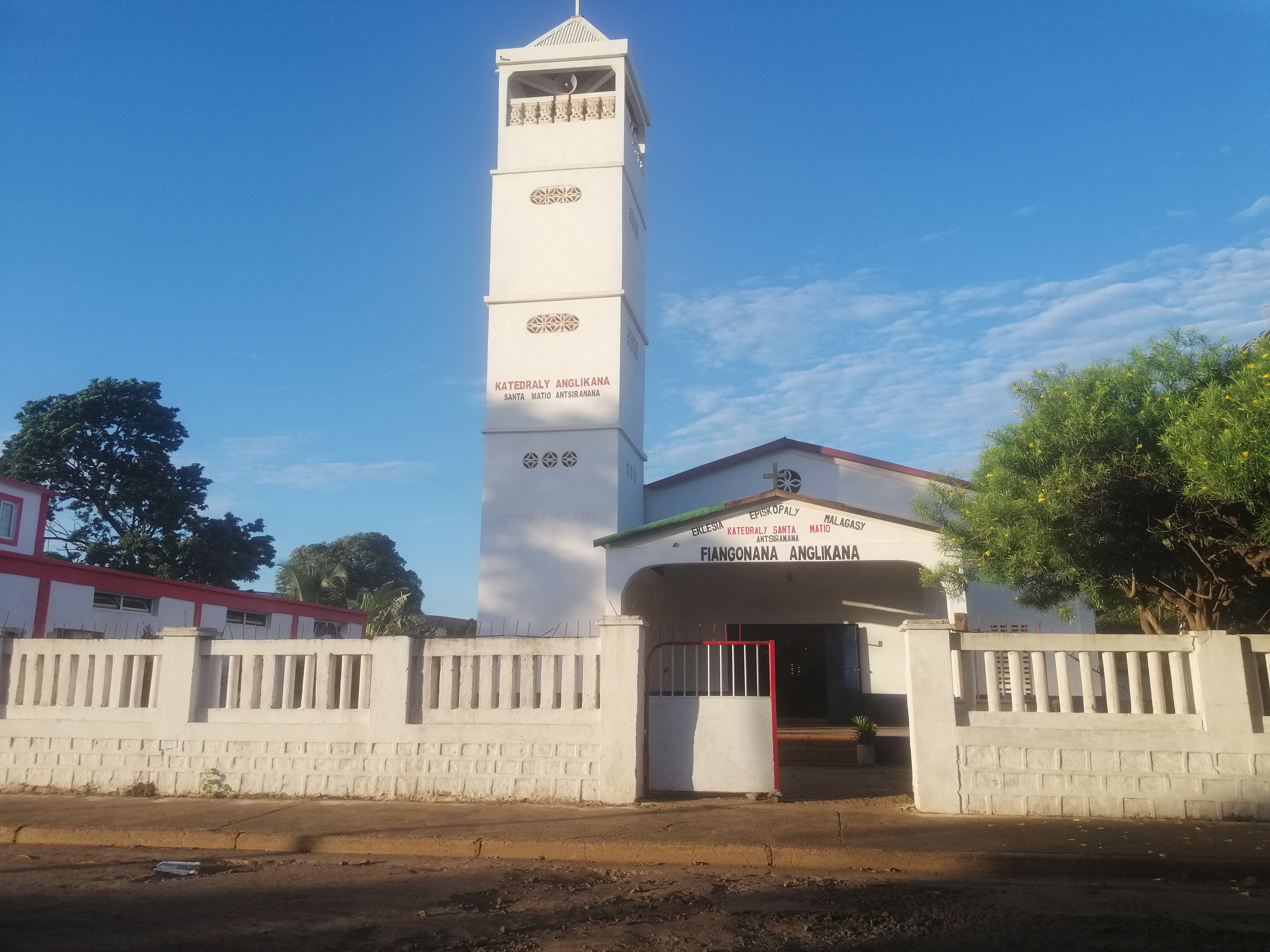
Eglise Anglicane Santa Matio Antsiranana

- Eglise Anglicane Santa Matio Antsiranana l'Église anglicane de Madagascar, dépendant de l'Église de la Province de l'Océan Indien (anglicanisme) (en).

Autres présences chrétiennes :
- Église de Jésus-Christ des Saints des Derniers Jours à Madagascar (en) revendiquant en 2019 12 887 membres (mormonisme) ;
- Témoins de Jéhovah ;
- Église adventiste du septième jour ;
- Orthodoxie orientale à Madagascar (en) (environ 20 000 membres).

Personnalités :
- Marc Finaz (1815-1880)
- Jacques Berthieu (1838-1896)
- Victoire Rasoamanarivo (1848-1894)
- Jan Beyzym (1850-1912)
- Henri Lespinasse de Saune (1850-1929)
- Raphaël Louis Rafiringa (1856-1919)
- Victor Sartre (1902-2000)
- Lucien Botovasoa (1908-1945)
- Antoine de Padoue Rahajarizafy (1911-1974)
- Victor Razafimahatratra (1921-1976)
- Philibert Randriambololona (1927-2018)
- Pedro Opeka (1948-)
- Nectarios Kellis (en), évêque grec orthodoxe de Madagascar

## Religion traditionnelle

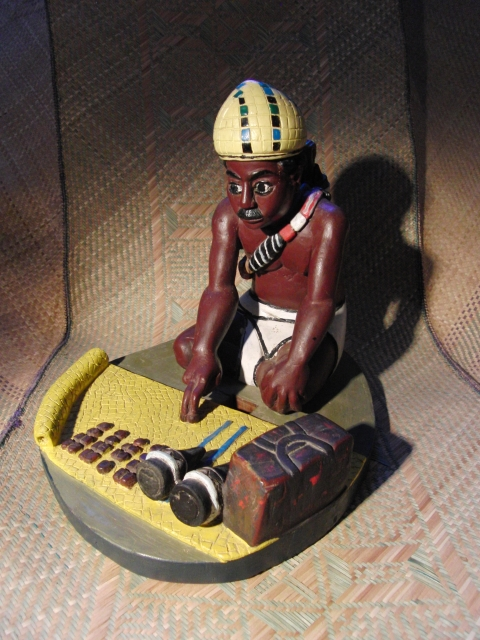
Ombiasa
(devin-guérisseur)

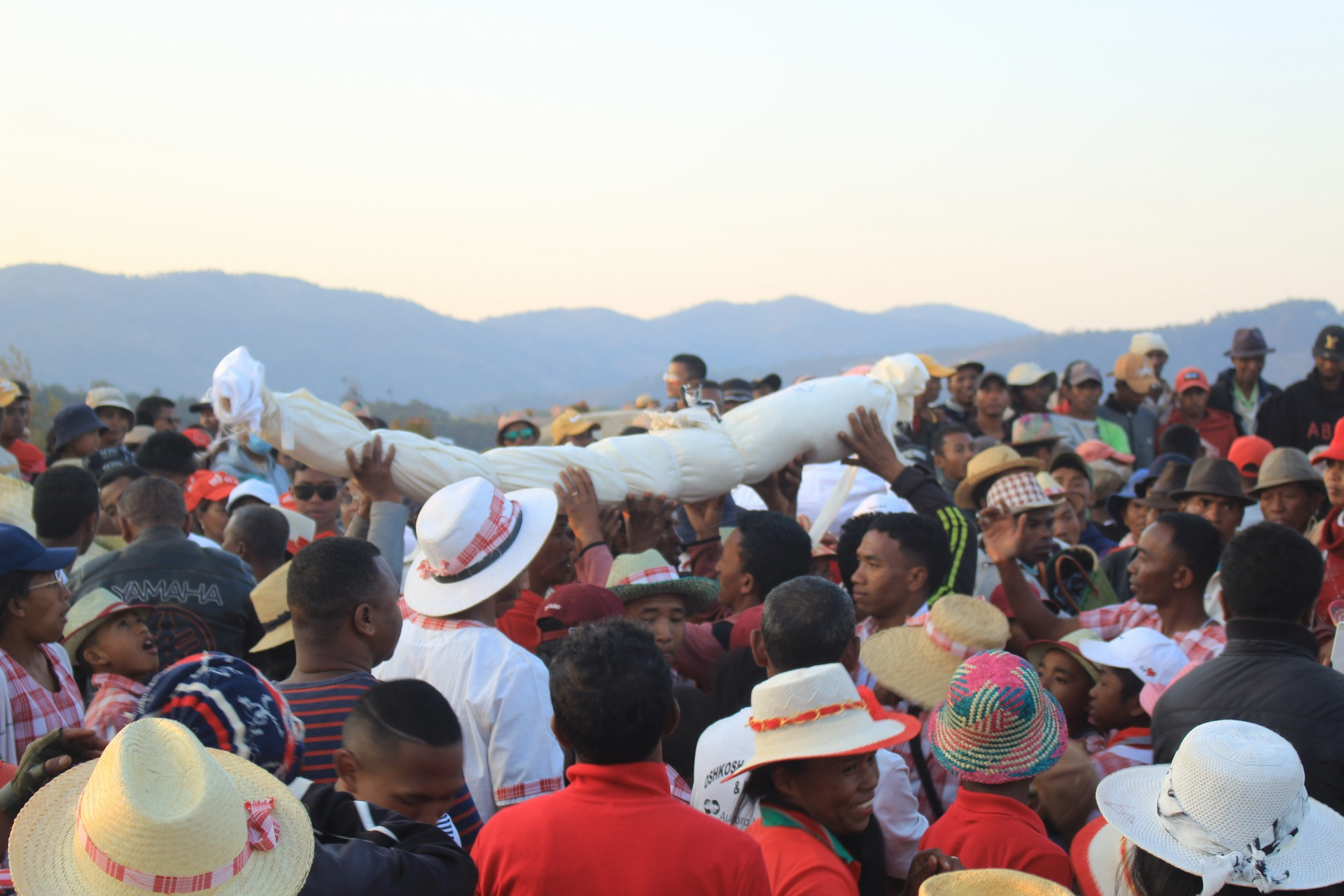
famadihana

Plus de 52 % de la population du pays pratique encore la religion traditionnelle qui souligne les liens entre les vivants et les morts. L'au-delà n'est pas perçu comme un royaume inaccessible, il participe au monde des vivants. « Tsy maty ny maty » (« les morts ne sont pas morts ») dit un proverbe. Cette vénération des ancêtres a conduit à la tradition de construction de tombeau et du  Famadihana (retournement des morts), pratique selon laquelle un membre de la famille du défunt peut ré-envelopper le défunt dans des linceuls de soie douce, étoffes connues sous le nom de Lamba, avant qu’il ne soit ré-inhumé.

Malgré la prévalence du christianisme, le rôle des ombiasy (sorte de chaman) qui sont des devins, des astrologues et des sorciers dans la société betsileo est toujours important. Les ombiasy sont supposés être en mesure de manipuler la magie ainsi que de converser avec les ancêtres. Ils peuvent être consultés pour des raisons allant des problèmes de santé à l'empoisonnement ou encore pour la géomancie, l'agriculture. Pour la protection contre les balles d'armes à feu, ils confectionnent des Moara (objet magique). L'ombiasy peut faire le bien comme le mal, et c'est ce qui le distingue du sorcier qui lui, ne fait que le mal. C'est lui qui décide de la date propice d'une fête comme le famadihana, d'après la position des étoiles et du calendrier lunaire. Il est respecté et craint des habitants car il détient des savoirs qu'il est le seul à maîtriser. Ces pouvoirs peuvent être néfastes s'il les utilise pour jeter un sort.
Famadihana célèbre la mémoire de la personne aimée. C'est l'occasion d'une réunion de la famille et de la communauté dans une ambiance festive. Les habitants des villages environnants sont souvent invités à assister à la fête. De la nourriture et du rhum sont servis accompagnés d'une troupe de Hira Gasy ou autres animations musicales.
- Mythologie malgache (en)
- Croyances et rites traditionnels de Madagascar (it)

## Islam

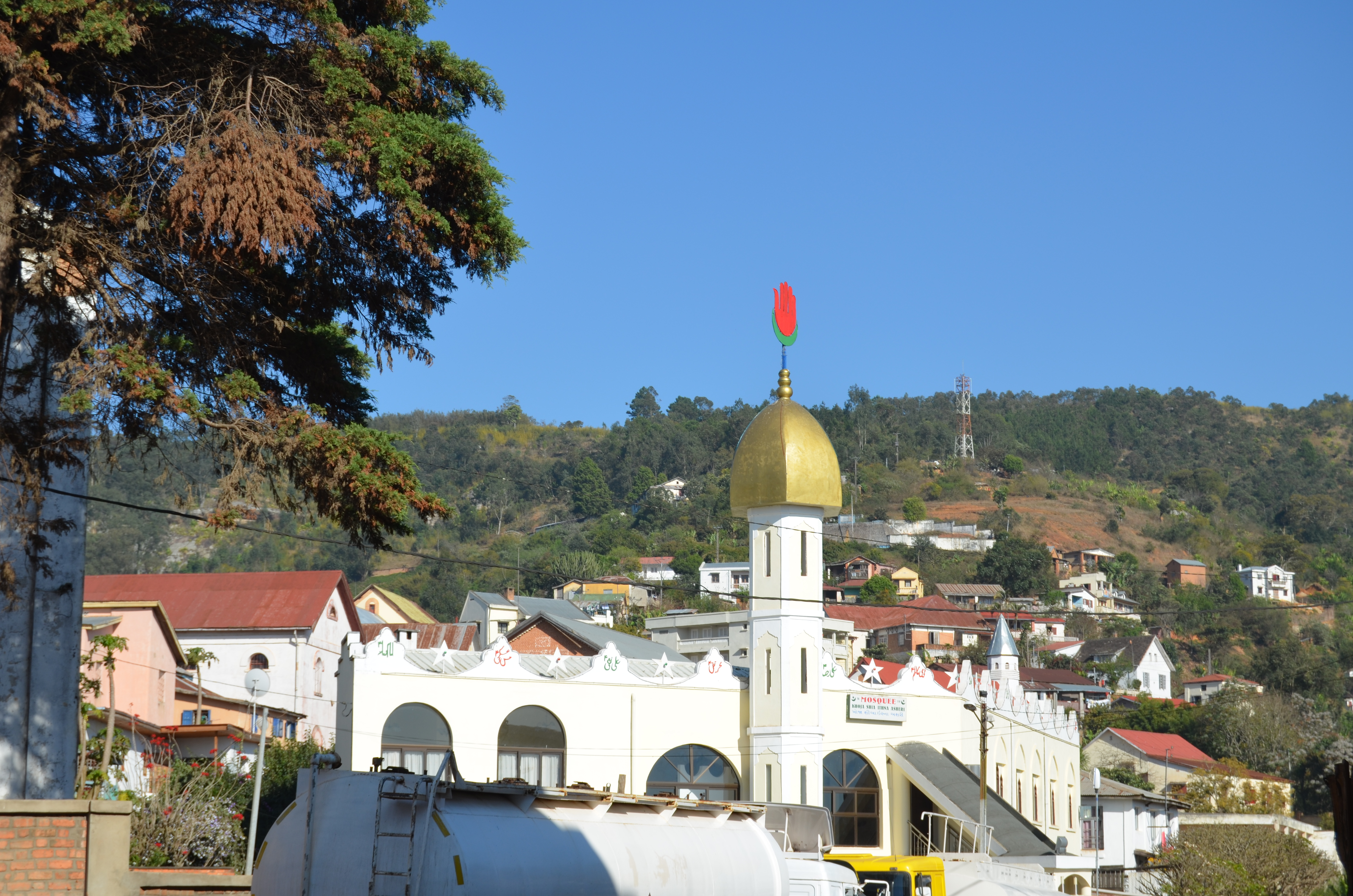
Mosquée à Fianarantsoa

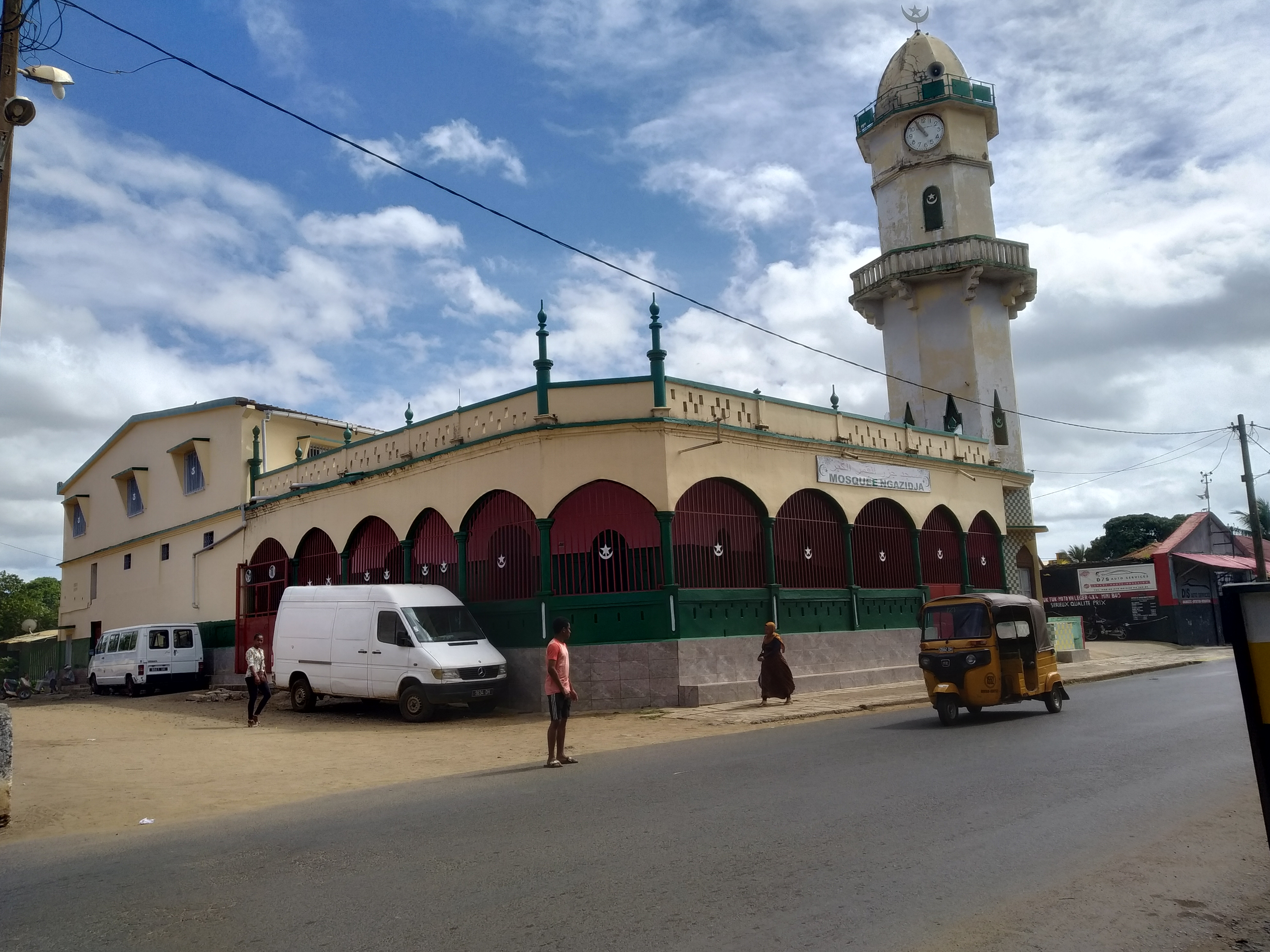
Mosquée Antsiranana

L'islam a d'abord été importé sur l'île au Moyen Âge par les Arabes et les commerçants somaliens musulmans qui ont créé plusieurs écoles islamiques le long de la côte orientale. Bien que l'astrologie islamique se soit propagée à travers l'île, la religion islamique a échoué son implantation, sauf dans une poignée de localités côtières du sud-est. En 2010, les musulmans représentaient environ 1,1 % de la population de Madagascar majoritairement comorienne et indo-pakistanaise, largement concentrés dans les provinces du nord-ouest de Mahajanga et d'Antsiranana (Diego Suarez).
La poussée de l'intégrisme musulman apparaît dans les années 2010. Financé par des organisations de pays du Golfe ou du Pakistan, il conduit à l'ouverture anarchique d'établissements religieux illégaux et au recrutement d'enfants dans des madrasas et des écoles (avec de piètres résultats scolaires), souvent sur fond de pauvreté extrême. Les musulmans et des acteurs économiques s'inquiètent de la situation. Il est également à noter la progression du salafisme dans l'archipel voisin des Comores.
En 2017, les musulmans étaient en croissance avec représentation de 15% de la population. En avril 2017, 16 écoles coraniques ont été fermées pour motif de ne pas suivre le programme scolaire officiel, ce qui a amené des tensions entre les communautés chrétiennes et musulmanes.

## Judaïsme
Il existe à Madagascar une petite communauté juive composée d'environ 120 personnes converties officiellement par trois rabbins orthodoxes en 2017. En 2020 un rabbin d'origine belge a créé une yeshiva sur l'île.
- Histoire des Juifs à Madagascar
- Migrations juives à Madagascar (hypothèses)
- Plan Madagascar (plan nazi de déportation massive de populations juives en 1940)
- Migrations juives à Madagascar
- Judaïsme à Madagascar (mg)

## Autres spiritualités
- Hindouisme à Madagascar (en) (< 20 000)
- Bahaïsme à Madagascar (en) (< 20 000)
- Syncrétisme